# مرکز اخترفیزیک هاروارد-اسمیتسونین

نماد رسمی مرکز

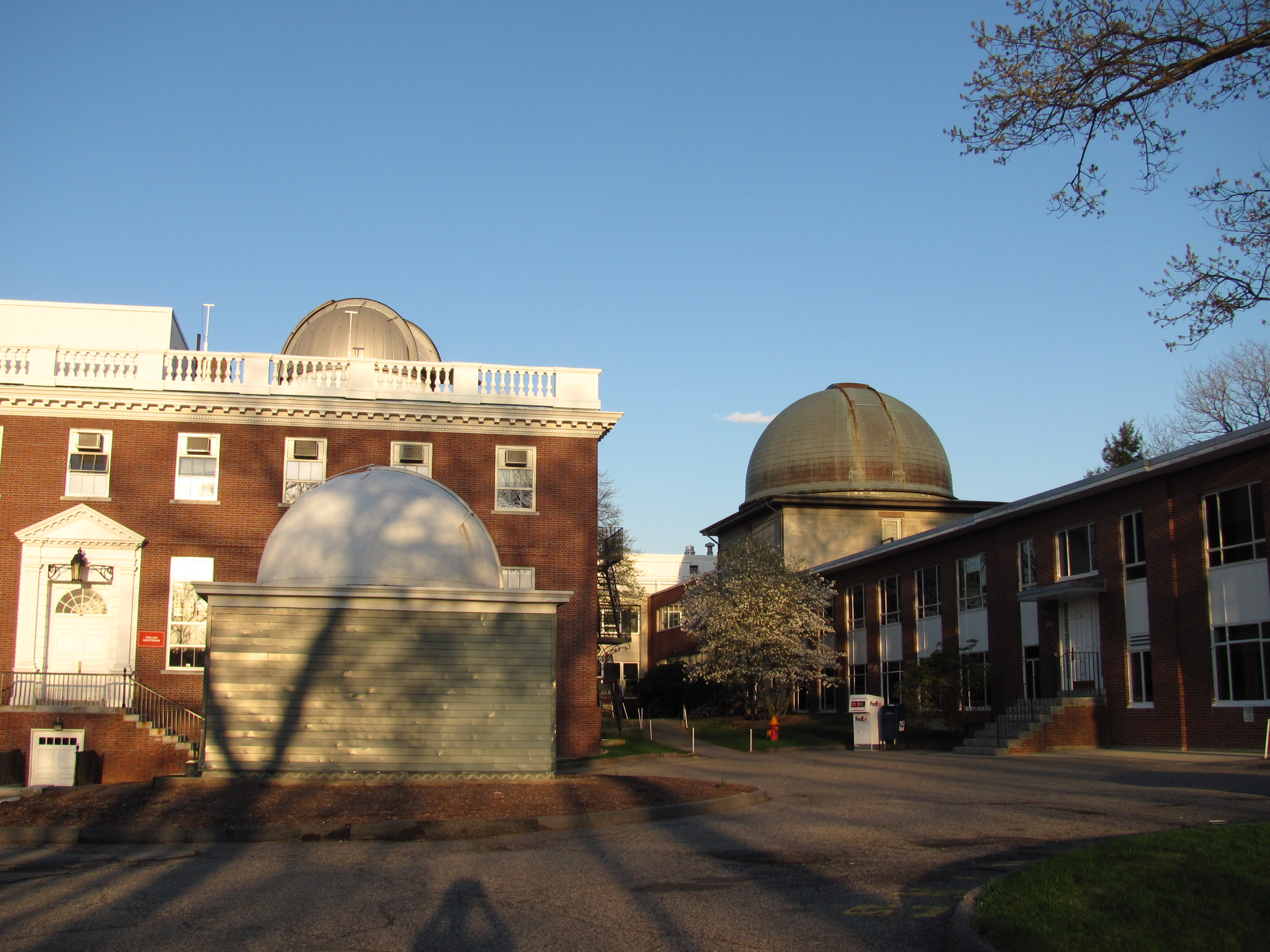

مرکز اخترفیزیک هاروارد-اسمیتسونین (CFA) یکی از مراکز برجسته فیزیک نجومی در جهان است که در شهر کمبریج ایالت ماساچوست آمریکا قرار دارد. این مرکز در سال ۱۹۷۳ و با همکاری مشترک دانشگاه هاروارد و مؤسسه اسمیتسونین شکل گرفت. در حال حاضر بعضی پروژه‌های مرکز تحت سرپرستی دانشگاه هاروارد انجام می‌شوند و برخی دیگر نیز زیر نظر مؤسسه اسمیتسونین و برخی نیز تحت نظارت هردو. در حال حاضر چارلز آر الکلاک (به انگلیسی: Charles R. Alcock) ریاست این مرکز را از سال ۲۰۰۴ عهده‌دار است.
دانشمندان این مرکز در ۷ زمینه مطالعات خود را انجام می‌دهند که شامل: فیزیک اتمی و مولکولی، اجرام آسمانی پرانرژی، ستاره‌شناسی فروسرخ (به انگلیسی: infrared astronomy)، خورشید و فیزیک اجسام درخشان، پیدایش هستی، روند شکل‌گیری کیهان و سرنوشت جهان را نام برد.
در ژانویه ۲۰۱۳ ستاره‌شناسان این مرکز در گزارش خود اعلام کردند دست کم ۱۷ میلیارد سیاره فراخورشیدی زمین‌سان در کهکشان راه شیری وجود دارد.

## رصدخانه‌های زمینی
- رصدخانه فرد لارنس ویپل
- تلسکوپ ماژلان
- تلسکوپ ام‌ام‌تی

## رصدخانه‌های فضایی
- تلسکوپ فضایی چاندرا
- تلسکوپ فضایی اسپیتزر
- تلسکوپ جیمز وب